# 胃切除術
胃切除術（gastrectomy）為胃的一部分或全部的切除手術治療法。除了胃肿瘤以外，主要還是針對胃潰瘍、胃損傷等病症所行使的醫療行為。

## 概要
胃切除術是要進行全身麻醉的手術、切除範圍大致分為胃的部分切除和全部切除。通常在手術時、出血量並不多、就手術而言是一種中規模的手術、輸血的必要性也比較少。就我們知道手術後會出現一些特有症狀的毛病、稱之為胃切除後症候群。而近年來腹腔鏡手術也逐漸被採用。

## 適用胃切除術的疾病
- 胃潰瘍
- 十二指腸潰瘍
- 胃穿孔（根據胃潰瘍及胃外傷等損傷因素來判定）
- 胃肿瘤（不可能使用内視鏡的切除法）
  - 胃癌
  - 胃惡性淋巴腫
  - GIST
  - 胃肉瘤胃

等之相關疾病。以足球選手迪亞哥·馬拉度納為例，他在手術後發生體重減少的變化。
日本健胃會在2002年進行了問卷調查，在126名有過胃切除術經驗患者中，就其主要患病原因歸類如下：
- 胃癌 : 72%
- 胃潰瘍、十二指腸潰瘍 : 22%

（以上是《胃切除的朋友們》中的資料摘要，詳細內容請參考實際文獻。）從成長中的數據來看、胃癌已經變為胃切除術的首要原因。

## 歴史

### 胃切除術的黎明
胃手術有很長遠的歷史，說是消化器外科手術中的歷史是最長久也不為過。在1879年法國的朱尔-埃米尔·佩昂，以及1880年波蘭的卢德维克·里迪吉尔都曾一起針對胃癌而進行幽門側胃切除術，不過都宣告失敗。德國的特奧比·魯洛特初次針對胃癌進行幽門一側胃切除，並成功的完成胃切除術。在1881年李得基爾針對消化性胃潰瘍進行幽門側胃切除術。此外，在1897年，卡魯·雪拉達於瑞士初次進行了胃全摘手術。在1897年日本的近藤繁次初次成功的完成胃切除術。

### 有關胃癌的治療方法
第二次世界大战後、围手术期病患管理的進歩、自動吻合器的發明、抗生素的普及等各種各樣的主要原因使得外科手術的成就飛躍的向上提昇。如此以胃癌手術為背景使得擴大手術變為主流。另外一方面、從1980年代起，特別是以早期胃癌為對象的縮小手術開始進行試驗。

## 手術

### 切除範圍
1. 胃部分切除（partial gastrectomy）
切除胃的一部分之手術方式。
切除範圍是根據病變的位置及範圍大小而來決定。
  - 贲門側胃切除（近位胃切除）（proximal gastrectomy）
  - 胃體部切除（分節狀切除）（sleeve resection of stomach）
  - 幽門側胃切除（遠位胃切除）（distal gastrectomy）
2. 胃全摘（total gastrectomy）
胃全部切除。

根據病變的位置，食道與十二指腸也有可能必要進行合併切除。

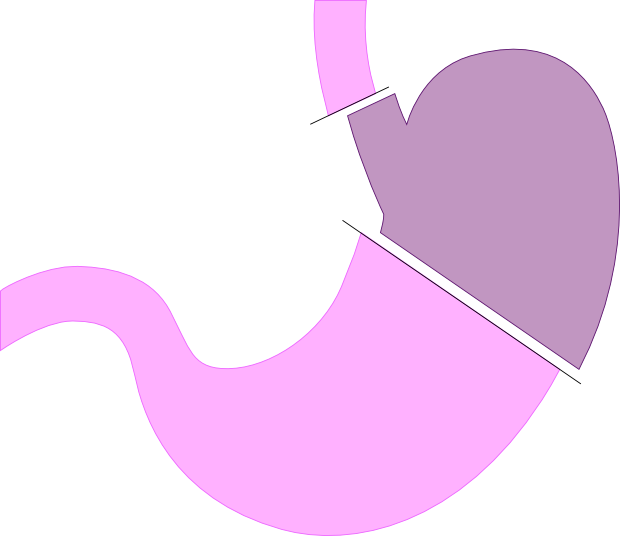
贲門側胃切除
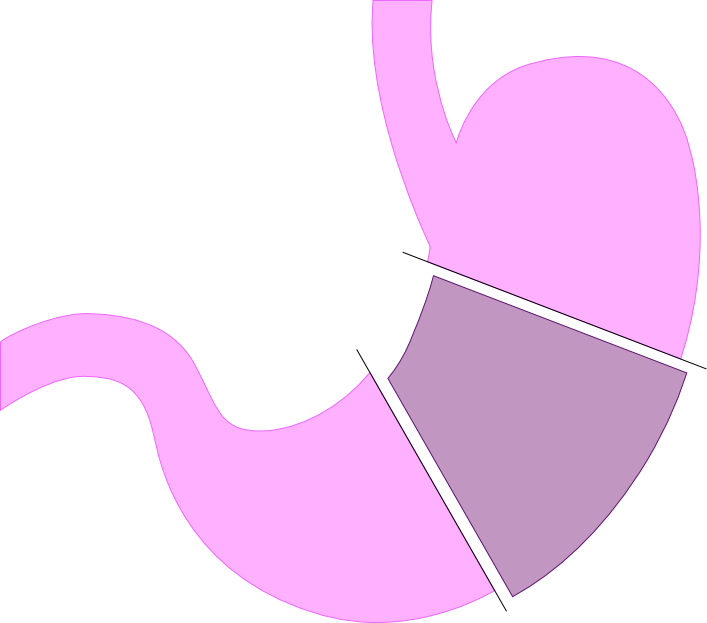
胃體部切除
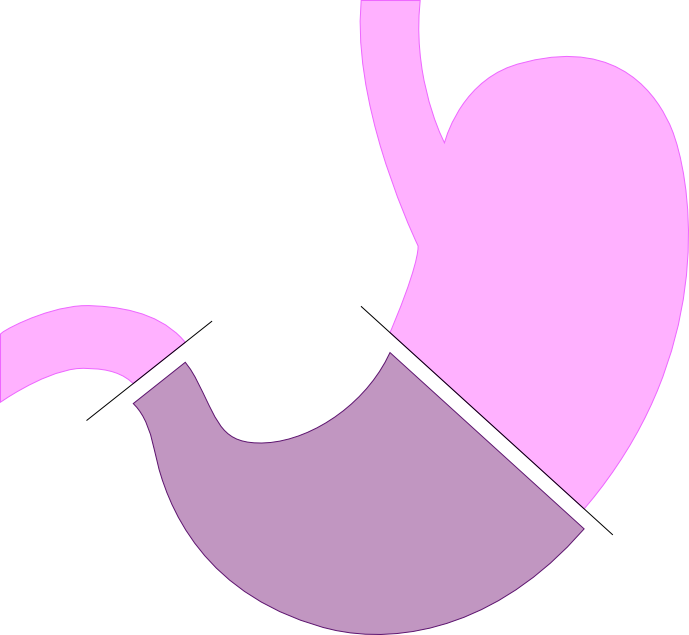
幽門側胃切除

### 胃切除後的重建法

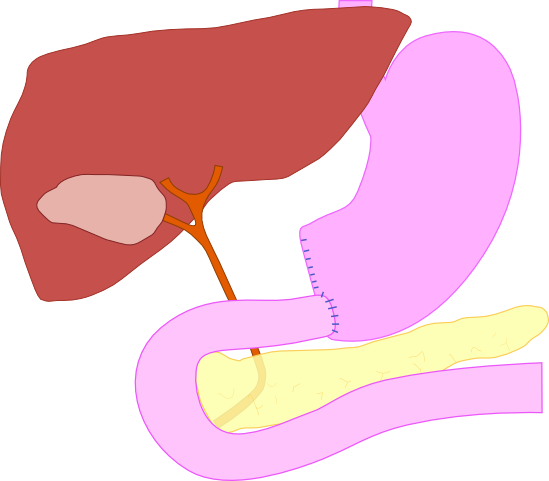
使用畢耳羅氏一法之幽門側胃切除後重建
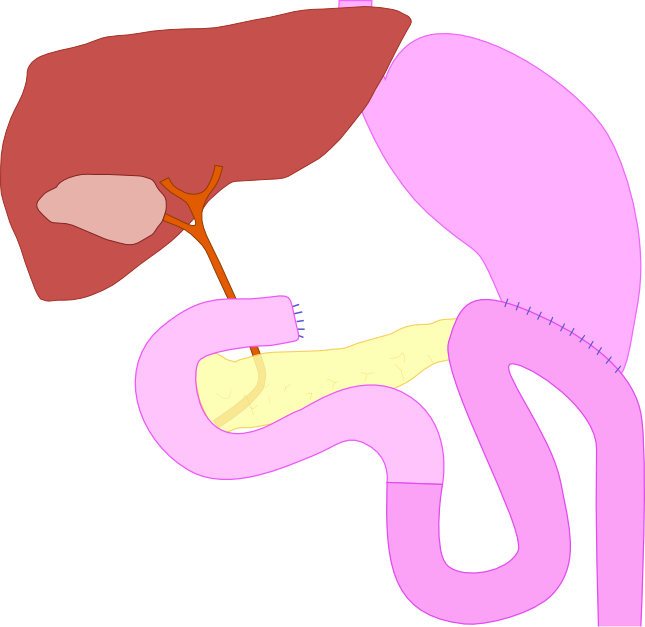
使用畢耳羅氏二法之幽門側胃切除後重建
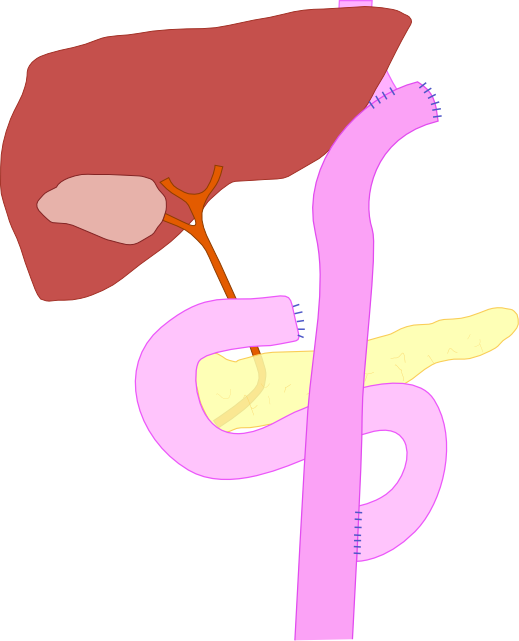
使用胃全摘後的胃繞道手術法重建
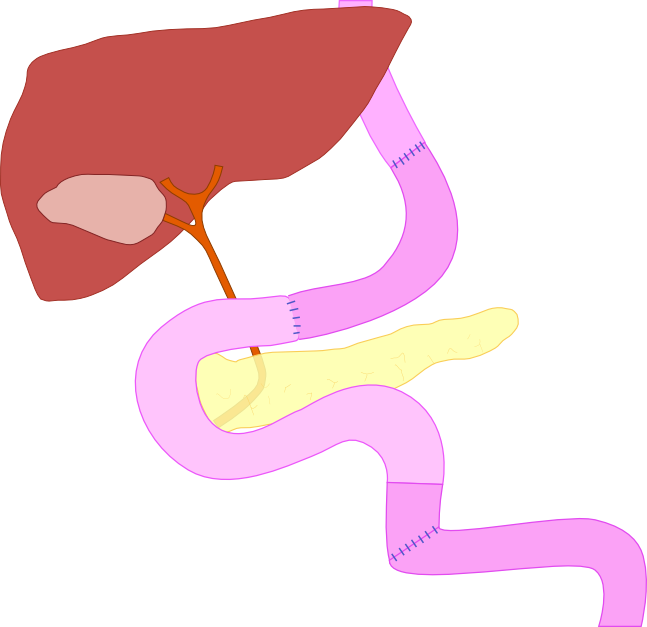
使用胃全摘後的空腸間置法的重建
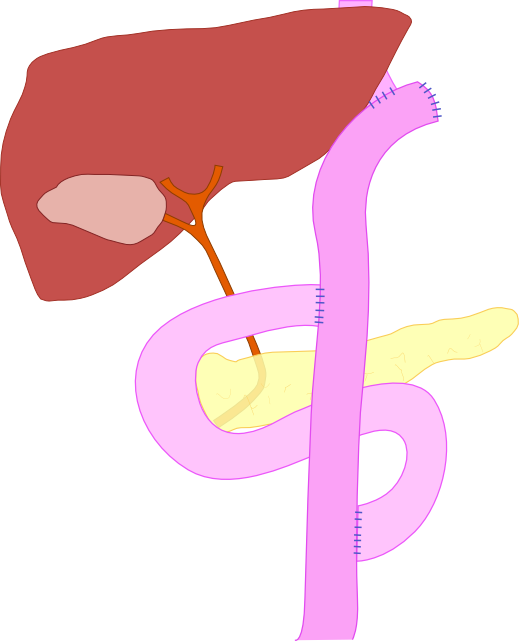
使用胃全摘後的雙管法（double tract）重建

## 手術後

### 手術後的經過
痛疼是因為靜脈比使用止痛葯所以進行鎮痛。在并用了硬膜外面的麻醉的時候,從外面硬膜導尿管手術后大約3日開止痛藥。

### 手術後的保養
- 飯後不馬上横卧躺下，預防逆流性食道炎。
- 適度的運動

| 切除範圍                            | 幽門側胃切除         | 幽門側胃切除              | 胃全部摘除                | 胃全部摘除                        | 胃全部摘除                  |
| 手術方式                            | 畢耳羅氏（I）法      | 畢耳羅氏（II）法          | 胃繞道手術法              | 空腸間置法（包含空腸袋法（JPD）） | 雙管法（double tract）      |
| ----------------------------------- | -------------------- | ------------------------- | ------------------------- | --------------------------------- | --------------------------- |
| 手術過程                            | 單純                 | 稍為複雑                  | 稍為複雑                  | 複雑                              | 複雑                        |
| 食物生理上的流動 （特别是十二指腸） | 生理上               | 非生理上 不能通過十二指腸 | 非生理上 不能通過十二指腸 | 生理上                            | 非生理上 一部分通過十二指腸 |
| 消化管荷爾蒙的分泌                  | 良好                 | 容易降低                  | 容易降低                  | 良好                              | 良好                        |
| 消化、吸收不良                      | 多用畢耳羅氏（II）法 | 多用畢耳羅氏（II）法      | 多用胃繞道手術法          | 多用胃繞道手術法                  | 多用胃繞道手術法            |
| 傾食症候群                          | 多用畢耳羅氏（II）法 | 多用畢耳羅氏（II）法      | 多用胃繞道手術法          | 多用胃繞道手術法                  | 多用胃繞道手術法            |
| 貧血                                | 多用畢耳羅氏（II）法 | 多用畢耳羅氏（II）法      | 不明                      | 不明                              | 不明                        |
| 骨障害                              | 多用畢耳羅氏（II）法 | 多用畢耳羅氏（II）法      | 多用胃繞道手術法          | 多用胃繞道手術法                  | 多用胃繞道手術法            |
| 輸入脚症候群                        | ×                    | 發生                      | 發生                      | ×                                 | ×                           |
| 殘胃癌                              | 多用畢耳羅氏（II）法 | 多用畢耳羅氏（II）法      | 不明                      | 不明                              | 不明                        |

## 年表
- 1846年 麻醉手術開始運用
- 1875年 發明止血鉗
- 1881年 比爾羅特（Billroth）的胃切除術成功
- 1885年 比爾羅特II法開始進行
- 1895年 威廉·倫琴發明X射線
- 1900年 ABO血液型的發現
- 1929年 發明盤尼西林
- 1950年 發明胃軟性鏡（內視鏡）
- 1961年 發明胃二重造影法
- 1968年 發明高卡洛里輸送液
- 1974年 全身CT的實用化
- 1983年 發現幽門螺桿菌

## 外部連結
- （日語）阿爾發俱樂部（胃切除患者協會）
- （英文）Gastroenterology & Hepatology（胃腸病學與肝病學）